# Полин гіркий
Поли́н гірки́й (лат. Artemisia absinthium L.) — багаторічна рослина родини айстрових. Лікарська, харчова, фітонцидна, ефіроолійна, фарбувальна, танідоносна й інсектицидна культура. Одна з найгіркіших рослин світу, що відтворене у народній приказці: «Гіркий, як полин». Видова назва в перекладі з латинської мови означає «гіркий, але цілющий засіб». Українські місцеві назви — бі́лий поли́н, віниччя.

## Опис

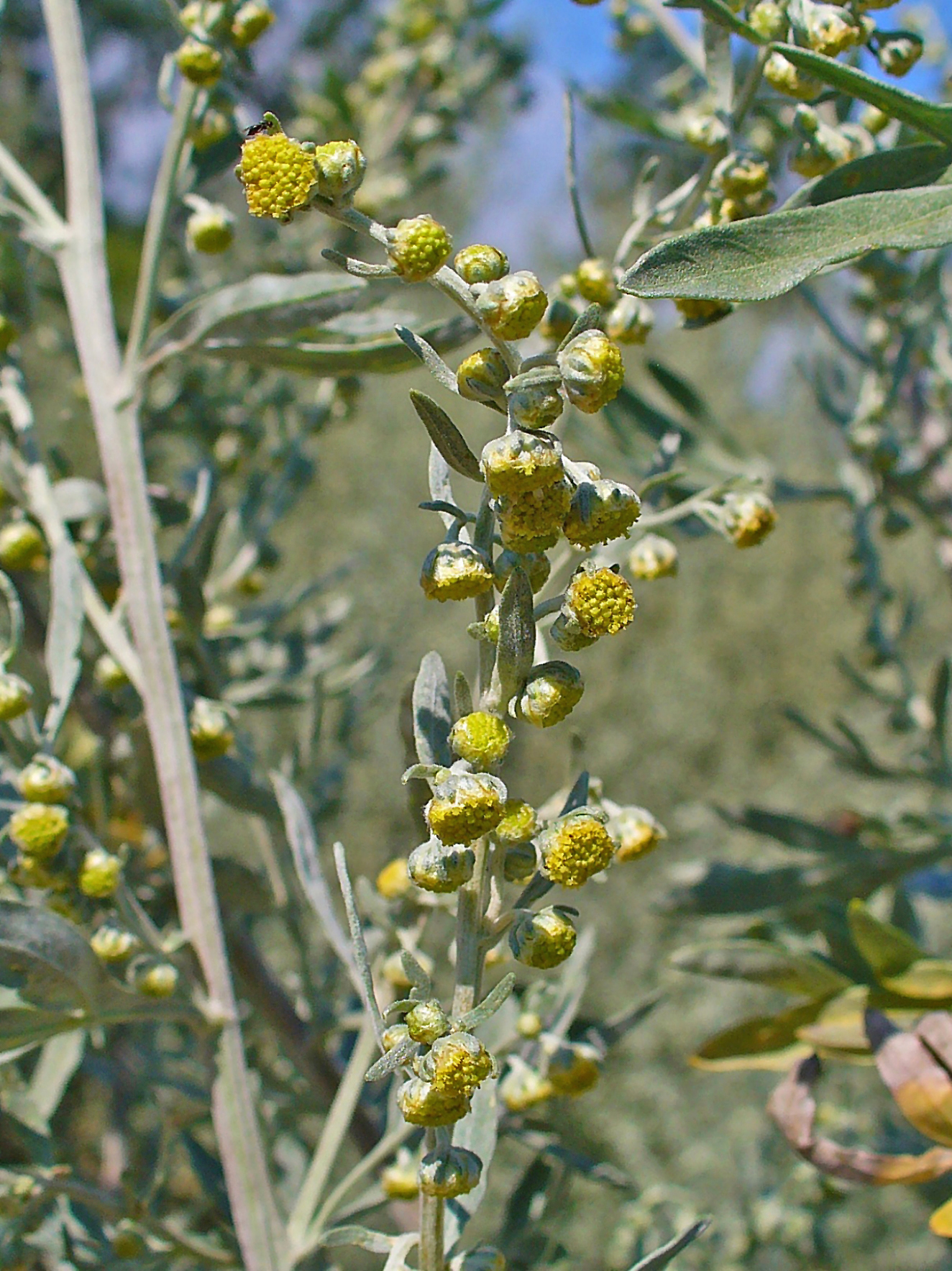
Квітки

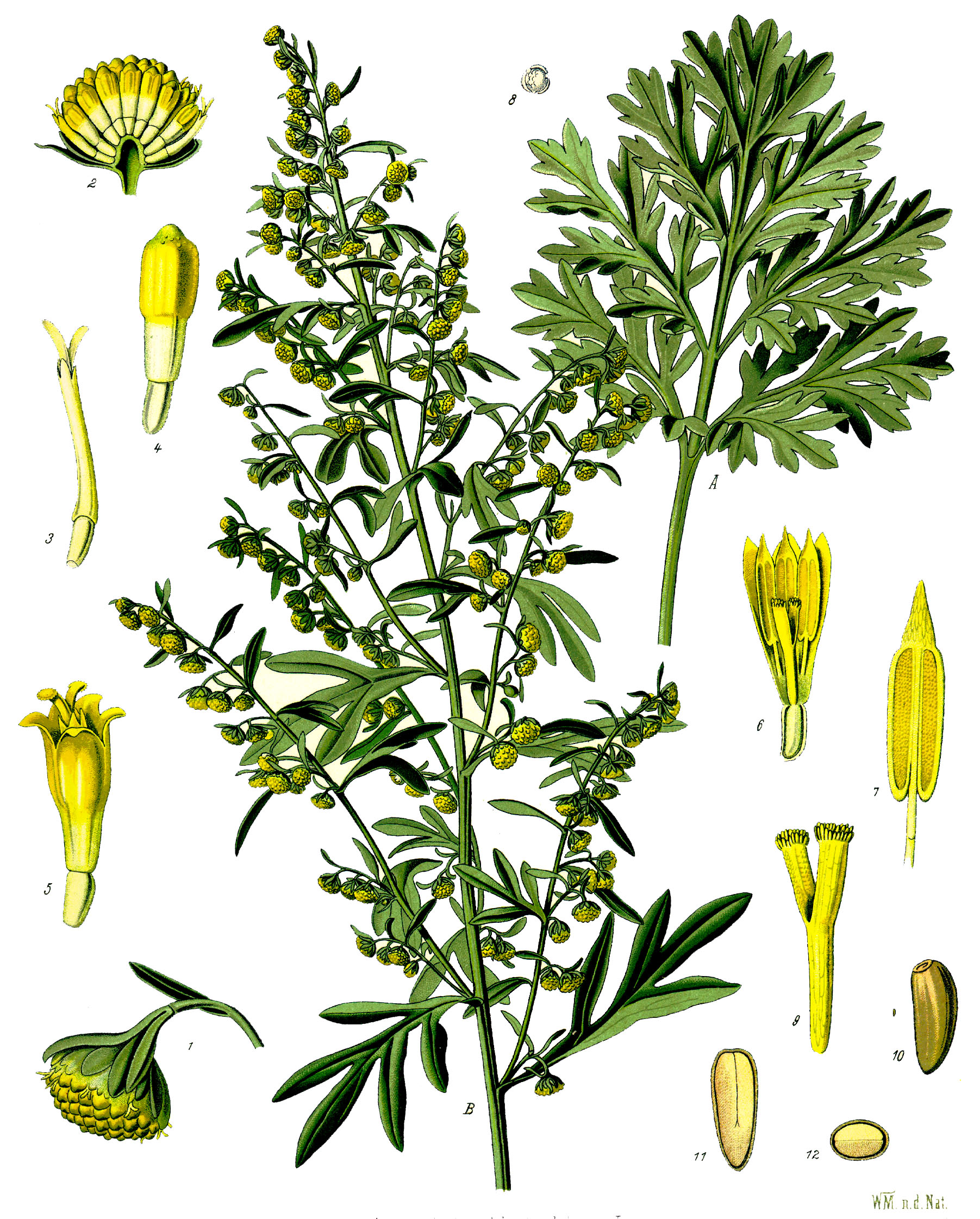
Полин гіркий. A - листок; B - стебло квітучої рослини; 1 - кошик; 2 - те саме в поздовжньому розрізі; 3 - крайова квітка; 4 і 5 - квітка диска на різних стадіях розвитку; 6 - те саме в розрізі; 7 - тичинка; 8 - пилок; 9 - стовпчик із приймочкою; 10 - плід (сім'янка); 11 і 12 - те саме в поздовжньому і поперечному розрізі.

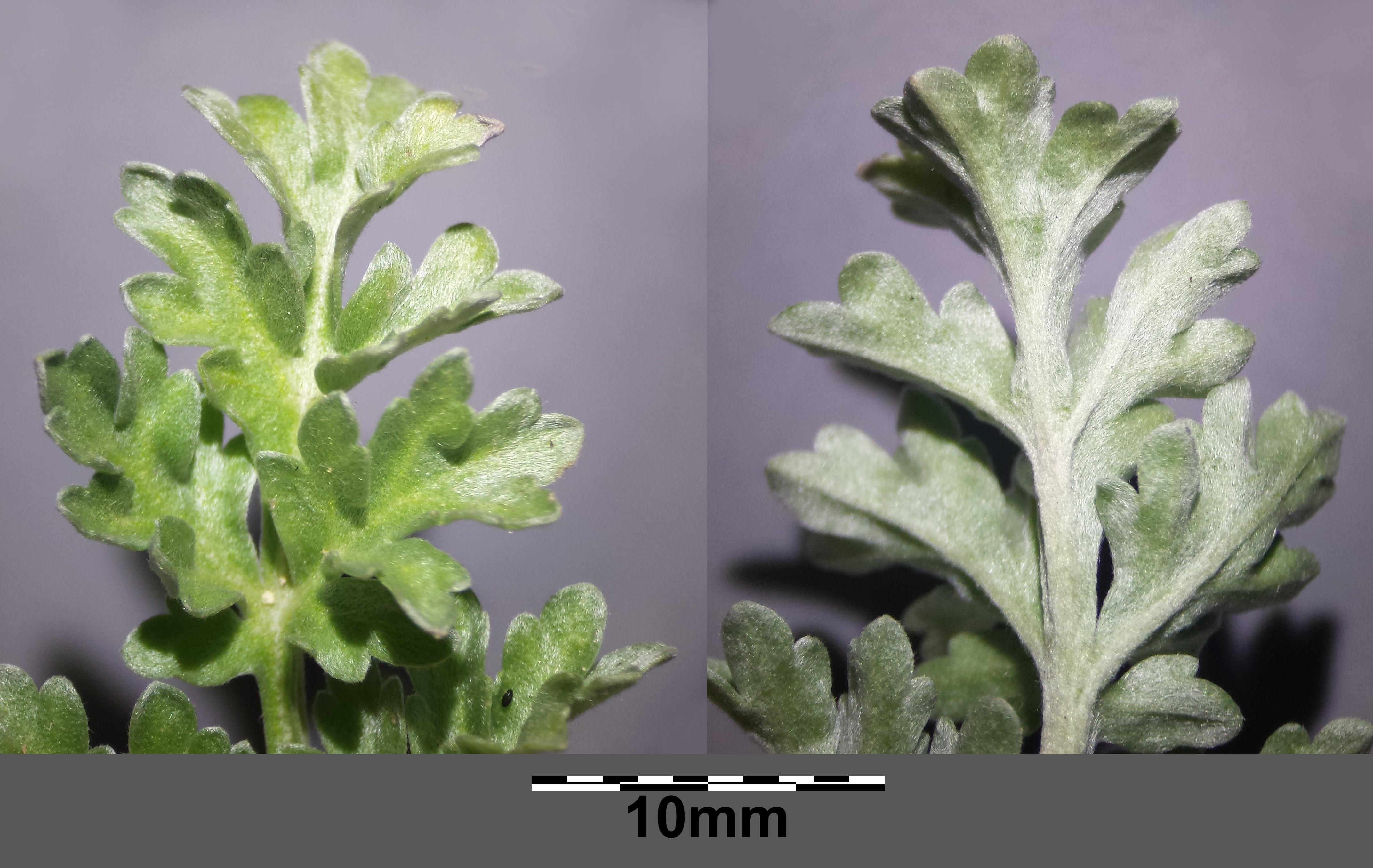
Листяна пластинка (верхня і нижня сторона)

Трав'яниста рослина або напівчагарник. Коренева система стрижнева, розгалужена. Стебло пряме, гіллясте, заввишки 60-120 (зрідка до 200) см, як і вся рослина, білувато-сіроповстисте від притиснутих сріблястих волосків. В нижній частині нерідко утворює безплідні вкорочені пагони. Прикореневі листки довгочерешкові, трикутноокруглі, трійчастоперистороздільні, окремі частки їх ланцетні, цілокраї, на верхівці притуплені. Стеблові листки сидячі, чергові, двічі- або трійчастоперистороздільні, з лінійно-довгастими тупими частками.
Суцвіття — верхівкова волоть з дрібними (2,5-3,5 мм у діаметрі), майже кулястими, пониклими кошиками. Квітки з жовтою оцвітиною, трубчасті, по краях — жіночі, в центрі — двостатеві, квітколоже опукле, повстисте, всіяне вузькими плівчастими приквітками. П'ять тичинок зрослися в трубочку, маточка одна, стовпчик один, зав'язь нижня. Квітне з червня по вересень. Плід — бура, борозенчаста, довгасто-оберненояйцеподібна сім'янка без чубка, завдовжки 0,8-1 мм, з верхівковим вінцем або без нього. Плоди дозрівають у серпні-вересні.

## Поширення полину
Полин гіркий росте по всій території України — в мішаних і листяних лісах, на галявинах, вирубках, уздовж лісових доріг і просік, на полях, пустирях, на лісокультурних ділянках, біля будинків і вздовж доріг. Промислова заготівля можлива у Хмельницькій, Вінницькій, Київській, Черкаській, Полтавській, Харківській, Кіровоградській, Дніпропетровській, Луганській, Одеській, Херсонській і Миколаївській областях. Запаси сировини значні. Світлолюбна, посухо- та морозостійка, солевитривала рослина.[джерело?]

## Застосування

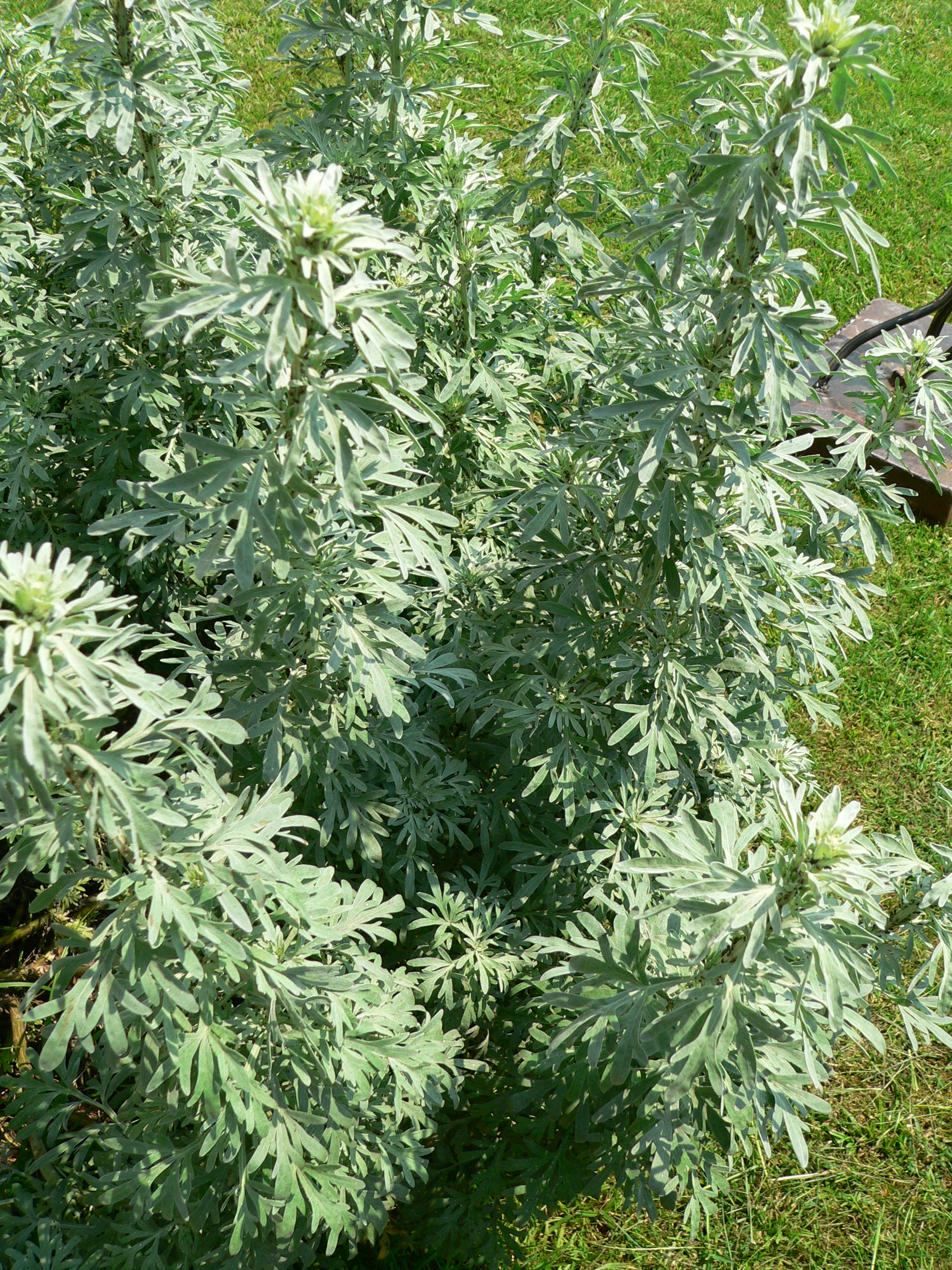
Листя

### Доказова медицина
В доказовій медицині використовують пагони (Herba Artemisiae absinthii). Препарати з рослини застосовують для збудження апетиту і покращення секреторної діяльності органів травлення при гастритах із пониженою секреторною функцією шлунка; у складі комплексної терапії холециститів, дискінезій жовчних шляхів. Трава входить до складу жовчогінних і апетитних чаїв.
Фармакологічна активність гіркого полину пояснюється здатністю абсинтину рефлекторно стимулювати функцію травних залоз, виділення жовчі і панкреатичного соку.
Вся рослина має фітонцидні властивості. Хамазулен, що міститься в полині, виявляє протизапальну і спазмолітичну дію і використовується при опіках рентгенівськими променями, екземах, ревматизмі та бронхіальній астмі.

### Народна медицина
У народній медицині квітучі пагони застосовують при шлункових хворобах, шигельозі, туберкульозі легень, хворобах нирок і печінки, головному болі, від глистів, кашлю, при ожирінні, запаленні сліпої кишки, жовтяниці, водянці, цинзі, подагрі, паралічі, золотусі. Вважається хорошим засобом при лікуванні недокрів'я, геморою, кишкових хвороб. Екстракт полину гіркого використовують при захворюваннях печінки та жовчного міхура. Зовнішньо його застосовують при ударах, пухлинах, мозолях, для промивання ран, лікування корости. З полину виготовляють мазь від укусів комарів.
За даними Аксьонова О.П., полин гіркий у різних трав'яних зборах застосовують у таких випадках: «хвороби зубів і порожнини рота, нариви на яснах, запалення кісткового мозку, м'язова дистрофія, розтягнення сухожиль, забиті місця, холера, невроз шлунка, захворювання селезінки, неприємний запах із рота, безсоння, емфізема легень, нагноєння в легенях, нервові хвороби, неврастенія, знижена кислотність шлунка, діарея, захворювання печінки, жовтяниця, запалення сліпої кишки, алергія, фіброміома матки, болісні менструації, за жіночого безпліддя, рак простати, рак селезінки, рак різної локалізації».
У гомеопатії використовують есенцію зі свіжого молодого листя; у ветеринарній практиці відвар полину застосовують для лікування розладів травлення, жовтяниці, вигнання глистів з печінки і кишечника, а також використовують для промивання тварин при укусах кровососів і для відлякування зовнішніх паразитів.
Ефірна олія полину має такі властивості: протимікробну, противірусну, антимікотичну; стимулюючу, тонізуючу; протизапальну; репаративну (загоює рани).
Абсинтин, що міститься в полині, не є токсичною речовиною, але при тривалому вживанні може викликати атонічний запор.

### Харчова промисловість і побут
Полин гіркий поїдається тваринами, стимулює апетит і покращує травлення, але надає їх молоку гіркого присмаку.
Гіркий полин використовується в лікеро-горілчаній промисловості для виготовлення горілки, лікерів, вермуту, абсенту, але тривале вживання цих напоїв може призвести до порушення нормального функціонування нервової системи. Іноді використовується замість хмелю при виготовленні спеціальних сортів пива.
Полин гіркий відомий як фарбувальна і дубильна рослина дає темно-синю, темно-зелену, блідо-жовту і лимонну фарби (залежно від протрав).
Як інсектицид відвар полину (1 кг пров'яленої трави на 10 л води) використовують для боротьби з листогризучими гусеницями.[джерело?]

## Рослинна сировина

### Хімічний склад
Трава містить від 0,5% до 2% ефірної олії темно-зеленого кольору, до складу якої входять ламінітол, 2-(4a,8-диметил-7-оксо-1,2,3,4,4a,7-гексагідронафтален-2-іл)-пропіонова кислота, мальтоза, 3-гідроксідодеканова кислота, диметил-2-(3-метил-1,3-бутадієніл)-циклогексан-1-метанол, ксилонітрил-2,3,4,5-тетра-О-ацетат, 1,2-дигідроксибензол, лікоксантин, родопін, 2-пентадецил-1,3-діоксипентан, α-туйон і β-туйон, туйол, β-мірцен, каріофілен, сабінен, сабінілацетат, сірінгол (2,6-диметоксифенол), гіспітолід B (пропанової кислоти, 2-метил-, (додекагідро-6a-гідрокси-9a-метил-3-метилен-2,9-діоксоазулено[4,5-b]фура-6-ил)метиловий ефір, 17a-этил-3β-метокси-17a-аза-D-гомоандростен-5-ен-17-он, ундекан, лікопен, 4,5,5-тирметил-1,3-циклопентадієн-1-ілбензол, 1H-циклопропу[3,4]бенз[1,2- e]азулен-5,7b,9,9a-тетрол,1a,1b,4,4a,5,7a,8,9-октакгідро-3-(гідроксиметил)-1,1,6,8-тетраметил-5,9,9a-триацетат.
Трава полину містить: азулен, азулогенні речовини, артемазулен, бізаболен (лімен), бурштинову і яблучну кислоти, вітаміни С, В6, гідроксіпеленолід, глікозиди, флавони, дубильні речовини, естери, ефіри туйолу, оцтової, ізовалеріанової і пальмітинової кислот, кадінен, камфен, камфора, каротин, кетон, α-каріофіллен і β-каріофіллен, α-кетопеленолід, α-кетопенолід, пінен, сесквітерпенові лактони — абсинтин і анабсинтин (з яких за певних умов утворюється артабсин — безпосереднє джерело хамазулену), фелландрен, цимол, тощо.
Листя та суцвіття містять сполуки, подібні до проартемазулену, коріння — флавоноїд артемітин.

### Заготівля сировини
Збирають нездерев'янілі верхівки стебел на початку цвітіння, зрізуючи їх серпами або ножами. Листки збирають до цвітіння, зриваючи їх без черешків. Сушать у затінку, на горищах і в добре провітрюваних приміщеннях, розкладаючи тонким шаром на папері або тканині. Можна сушити в сушарках при температурі 50-60° С. Сировину пакують у тюки вагою 50, 75, 400 кг і зберігають у сухих, добре провітрюваних приміщеннях, окремо від інших лікарських рослин, які можуть набути запаху полину. [джерело?]
Термін зберігання висушеної трави полину — два роки.

## Синоніми
- Absinthium bipedale Gilib. nom. inval.
- Absinthium majus Garsault nom. inval.
- Absinthium officinale Brot.
- Absinthium vulgare (L.) Lam.
- Artemisia absinthia St.-Lag.
- Artemisia baldaccii Degen
- Artemisia doonense Royle
- Artemisia inodora Mill.
- Artemisia kulbadica Boiss. & Buhse
- Artemisia pendula Salisb.
- Artemisia rehan Chiov.
- Artemisia rhaetica Brügger[1]